# Apollonia 6
Apollonia 6 war eine Girlgroup, die von dem US-Musiker Prince gegründet wurde und aus den Sängerinnen Apollonia Kotero, Brenda Bennett und Susan Moonsie bestand.
Bennett und Moonsie waren vorher Mitglieder der von ebenfalls Prince gegründeten Girlgroup Vanity 6, die im Jahr 1982 mit dem Song Nasty Girl einen Hit hatten. Die damalige Frontsängerin Vanity wurde aber von Prince durch Apollonia Kotero ersetzt, weshalb er die Band in Apollonia 6 umbenannte. Jill Jones und Wendy and Lisa haben auf dem einzigen Album Apollonia 6 als Background-Sängerinnen mitgewirkt.
Der Erfolg kam kurz nach dem Filmstart Purple Rain im Spätsommer 1984 und am 30. März 1985 traten Apollonia 6 bei dem Konzert Prince and the Revolution: Live als musikalische Gäste auf. Doch der Erfolg war nicht von Dauer; Brenda Bennett und Susan Moonsie zogen sich aus dem Musikgeschäft zurück, während Apollonia Kotero eine Solokarriere startete und vor allem als Schauspielerin arbeitet.
Apollonia 6 war für damalige Verhältnisse sehr freizügig, da die drei Frauen vorwiegend in Unterwäsche auftraten. In Deutschland waren sie beispielsweise in der Musiksendung Formel Eins zu sehen.
Gründungsmitglied Vanity starb am 15. Februar 2016 im Alter von 57 Jahren an Nierenversagen.

## Diskografie

### Alben
- 1. Oktober 1984:[2] Apollonia 6

### Singles
- 31. August 1984:[3] Sex Shooter
- Dezember 1984:[4] Blue Limousine